# Jack Vinders
Jack Vinders (Kerkrade, 5 juli 1949) is een zanger en toneelspeler die in Nederlands-Limburg bekendheid geniet. Hij heeft gezongen in het Nederlands en het Limburgs (Kerkraads dialect). In het verleden heeft hij samengewerkt met onder anderen Beppie Kraft, Ben Cramer, Rob de Nijs en Anita Meijer.

## Sjwats/Wies
Van 1993 tot 2010 speelde Vinders samen met Roger Lataster twee zussen in de cabaretgroep Sjwats/Wies. Hierbij nam Vinders de rol op zich van Clara Zoerbier. Vanaf 1996 maakten zij avondvullende cabaretprogramma's. Daarnaast hebben zij drie cd-singles uitgebracht: 't Liettie Liettie (2002), Los d'r Laudie flöte (2004), Las va zin in sjpas (2007).

## Het Geluk van Limburg
In het door Marcia Luyten geschreven boek Het Geluk van Limburg wordt het levensverhaal van Vinders als rode draad gebruikt om de kolenmijnhistorie van de provincie Limburg te beschrijven.

## Discografie

### Studio Albums
- Intens (2000)
- Sjapoo vuur ‘t leëve (2002)
- Va Hatse (2005)
- Solo (mar nit alling) (2007)
- Leefde (2009)
- Dreume (2012)
- De 7e van Vinders (2014)
- Vuur & Vlam (2017)
- Kristal (2019)
- Jack (2023)

### Singles
- Ik Kijk Jou Zo Graag In Je Ogen (1973)
- Mijn Schat Je Bent Mijn Stuk (1973)
- C'est La Vie La Vida (1982)
- SI-SI...Nachbar Leihst Du Mir Marie/ Kleine Tamara (1983)
- Ejelzer (1999)
- Hoera, Vier Leëve Nog (2001)
- Jool is jool (2001)
- De Fanfaar (2008)
- Inne Zommerdaag/Veult wie Heem (2009)
- Dreum mit miech / Paradies (2011)
- Jef miech e paar menütte (2015)
- Wiebbel & Kriebbel (2016)
- Leefde van dieng jeugd (2018)
- De rest va die leëve (2018)
- Ing naat (2019)
- D’r drieënórjelman (2020)
- Zommer in Limburg (2021)
- Raak mich aa (2021)
- Inne Sjunne Daag (2022)

- Library of Congress Control Number: n2016037129
- MusicBrainz: dde15ff1-2300-433c-88f0-cb380140d605
- Nederlandse Thesaurus van Auteursnamen: 39849696X
- Virtual International Authority File: 72146936602713780376
- WorldCat: E39PBJrm6JYgX48j489ryt3CwC